# Saint-Denis-de-Palin
Saint-Denis-de-Palin là một xã thuộc tỉnh Cher trong vùng Centre-Val de Loire miền trung Pháp.

## Dân số
| 1962                                | 1968 | 1975 | 1982 | 1990 | 1999 | 2006 |
| ----------------------------------- | ---- | ---- | ---- | ---- | ---- | ---- |
| 365                                 | 354  | 314  | 327  | 374  | 339  | 336  |
| Từ năm 1962 Dân số không tính trùng |      |      |      |      |      |      |